# Gilbert Burns
Gilbert Alexander Pontes Burns, född 20 juli 1986 i Niterói, är en brasiliansk flerfaldig världsmästare i grappling och MMA-utövare som sedan 2014 tävlar i organisationen Ultimate Fighting Championship.
Burns mötte svensken Andreas Ståhl i dennes UFC-debut juli 2014 vid UFC on Fox 12, en match som Burns vann via enhälligt domslut.